# 安延利卡·維拉達瑪
安延利卡·維拉達瑪（1999年6月25日—），印尼女子羽毛球運動員。

## 簡歷
2016年8月，安延利卡·維拉達瑪与安迪卡·拉馬迪安斯亞出戰新加坡羽毛球國際系列賽，在混双準决赛以1比2（16-21、21-6、14-21）不敌赛会6号种子、新加坡强档的丹尼·巴瓦·克里斯南塔/普特里·萨里·戴维·西特拉。同年9月，她與安迪卡·拉馬迪安斯亞出戰越南羽毛球國際系列賽，在混双決賽以0比2（15-21、20-22）不敵隊友兼3號種子里诺夫·里瓦尔迪/瓦尼亚·阿里安蒂·苏科措，赢得亞軍。同年11月，她与安迪卡·拉馬迪安斯亞出战印度羽毛球國際挑戰賽，在混双準決賽以2比3（11-7、12-10、8-11、10-12、9-11）不敌队友的法赫里萨·阿比曼尤/本娥·菲特里亚尼·罗马迪尼。
2017年7月，安延利卡·維拉達瑪代表印尼参加本国举办的亞洲青年羽毛球錦標賽，助印尼队赢得混合團體亚军。同年9月，她与里诺夫·里瓦尔迪出战新加坡羽毛球國際系列賽，在混双準决赛以1比2（21-16、13-21、17-21）不敌中国香港的張德正/吳詠瑢。
2018年7月，安延利卡·維拉達瑪与阿尔弗兰·埃科·普拉塞特亚出战秋田羽毛球大師賽，在混双决赛以1比2（9-21、23-21、17-21）不敌日本强档的權藤公平/栗原文音，赢得亚军。

## 主要比賽成績
只列出曾進入準決賽的國際賽事成績：
| 年份   | 賽事                     | 公開賽級別 | 項目     | 拍檔                     | 成績   |
| ------ | ------------------------ | ---------- | -------- | ------------------------ | ------ |
| 2016年 | 新加坡羽毛球國際系列賽   | 國際系列賽 | 混合雙打 | 安迪卡·拉馬迪安斯亞      | 準決賽 |
| 2016年 | 越南羽毛球國際系列賽     | 國際系列賽 | 混合雙打 | 安迪卡·拉馬迪安斯亞      | 亞軍   |
| 2016年 | 印度羽毛球國際挑戰賽     | 國際挑戰賽 | 混合雙打 | 安迪卡·拉馬迪安斯亞      | 準決賽 |
| 2017年 | 亞洲青年羽毛球錦標賽     | 其他       | 混合團體 | －                       | 亞軍   |
| 2017年 | 新加坡羽毛球國際系列賽   | 國際系列賽 | 混合雙打 | 里诺夫·里瓦尔迪          | 準決賽 |
| 2018年 | 秋田羽毛球大師賽         | 超級100賽  | 混合雙打 | 阿尔弗兰·埃科·普拉塞特亚 | 亞軍   |
| 2018年 | 馬來西亞羽毛球國際系列賽 | 國際系列賽 | 混合雙打 | 撒迦利亞·約西亞諾·蘇曼提 | 準決賽 |
| 2019年 | 印尼瑪琅市長羽毛球大師賽 | 超級100賽  | 混合雙打 | 阿爾弗蘭·埃科·普拉塞特亞 | 準決賽 |

| 2007-2017年 | 首要超級賽 | 超級賽 | 黃金大獎賽 | 大獎賽 | 國際挑戰賽 | 國際系列賽 | 未來系列賽 | 其他 |

| 2018-2026年 | 總決賽 | 超級1000賽 | 超級750賽 | 超級500賽 | 超級300賽 | 超級100賽 | 國際挑戰賽 | 國際系列賽 | 未來系列賽 | 其他 |